# Diocesi di Massa Lubrense
La diocesi di Massa Lubrense (in latino: Dioecesis Massalubrensis) è una sede soppressa e sede titolare della Chiesa cattolica.

## Territorio
La diocesi si estendeva nella parte terminale della penisola sorrentina fino a Punta Campanella e comprendeva 10 parrocchie, tutte racchiuse oggi nel territorio del comune di Massa Lubrense:
- la parrocchia di Santa Maria delle Grazie, a Massa Lubrense;
- la parrocchia di San Pietro Apostolo a Monticchio;
- la parrocchia di San Tomaso Apostolo a Torca;
- la parrocchia di Sant'Agata a Sant'Agata sui Due Golfi;
- la parrocchia dei Santi Pietro e Paolo a Pastena;
- la parrocchia di San Vito Martire ad Acquara;
- la parrocchia del Santissimo Salvatore a Schiazzano;
- la parrocchia della Santa Croce a Termini;
- la parrocchia del Santissimo Salvatore a Nerano;
- la parrocchia di Sant'Andrea Apostolo a Marciano.

Sede vescovile era la città di Massa Lubrense, dove fungeva da cattedrale la chiesa di Santa Maria delle Grazie.
Benché la diocesi avesse piccole dimensioni, nel suo territorio esistevano numerose comunità di religiosi: il convento degli eremitani agostiniani nella chiesa della Misericordia, fondato nel 1523; il collegio di gesuiti eretto nel 1600; il monastero di carmelitani nel casale di Sant'Agata, fondato nel 1679; il convento di Santa Maria della Lobra dei francescani e quello di San Francesco di Paola dei minimi, sorti nella seconda metà del Cinquecento; il monastero femminile dell'Annunziata, fondato nel 1589, e quello di Santa Teresa delle carmelitane scalze, fondato nel 1673.

## Storia
Incerte sono le origini della diocesi, attestata a partire dall'inizio del XII secolo. Una diocesi Lobrana compare infatti per la prima volta nella bolla del 7 febbraio 1110 con cui l'arcivescovo Barbato di Sorrento confermava al vescovo Gregorio di Stabia i suoi possedimenti, ad eccezione di quelli di pertinenza dei vescovi di Aequa e di Lobra. La diocesi compare ancora nel Liber Censuum della Chiesa romana della fine del XII secolo. È presumibile perciò che la diocesi già esistesse nel corso dell'XI secolo e che fosse suffraganea dell'arcidiocesi di Sorrento.
Malgrado queste antiche attestazioni, il primo vescovo conosciuto è Alberto (o Andrea), documentato nel secondo decennio del XIII secolo, trasferito alla sede di Lucera nel 1221. Gli studi e le ricerche condotte dallo storico tedesco Norbert Kamp hanno permesso di ricostruire la cronotassi episcopale del Trecento, precedentemente assai deficitaria, con due vescovi, Matteo, documentato dal 1243 al 1261, e con Alessio, documentato nel 1277, e forse anche nei due anni precedenti. Agli inizi del XIV secolo, creduto morto il vescovo Novellino, il capitolo dei canonici elesse vescovo Giovanni, canonico di Gravina; risolto l'equivoco, Giovanni fu trasferito, nel 1318, alla diocesi di Termoli.
Secondo una tradizione locale, che affonda le sue radici negli studi condotti nel Seicento da Giambattista Persico, la primitiva cattedrale della diocesi si trovava in località Fontanelle, nell'odierna frazione di Marina della Lobra, ed era dedicata alla Madonna della Lobra. Questa tradizione trovò conferma in un atto notarile del vescovo Giambattista Palma del 1584, dove si afferma che la Madonna della Lobra « fuisse et esse titulum sui Episcopatus antiquis temporibus». Benché la questione sia tuttora discussa, non essendoci prove documentarie certe, di certo a partire dalla metà circa del XV secolo la sede episcopale si trovava nella chiesa dell'Annunziata, nella frazione omonima di Massa Lubrense. Avendo i cittadini preso le parti degli Angioini, il re di Napoli Ferrante nel 1465 distrusse la città; la cattedrale fu spostata provvisoriamente nell'antica chiesa della Madonna della Lobra, finché nel 1512 il vescovo Gerolamo Castaldi dette avvio ai lavori di costruzione di una nuova cattedrale, in località Palma, dedicata a Santa Maria delle Grazie; il nuovo edificio venne consacrato nel mese di luglio del 1543.
Accanto alla cattedrale, sorge il palazzo episcopale, già presente in sito almeno dal 1477, indizio che, dopo le distruzioni del 1465, i vescovi risiedettero lontano dalla cattedrale. Il palazzo fu ampiamente rimaneggiato e ristrutturato, nelle forme che oggi conosciamo, dal vescovo Giuseppe Bellotti nel 1768.
Fin oltre la metà del Cinquecento, la cattedrale era anche l'unica parrocchia della diocesi, benché nel territorio si trovassero numerose cappelle. Fu il vescovo Giovanni Andrea Belloni (1560-1572), che prese parte al concilio di Trento, ad istituire le prime parrocchie, opera nella quale si impegnarono anche i vescovi Giambattista Palma (1582-1594) e Ettore Gironda (1611-1626).
Nel Seicento i vescovi cercarono di attuare le riforme tridentine attraverso una serie di sinodi diocesani, per riformare la disciplina ecclesiastica del clero e la vita religiosa dei fedeli. Il primo sinodo fu celebrato da Ettore Gironda nel 1618; il suo successore Maurizio Centini ne celebrò due, nel 1626 e nel 1629; ancora il vescovo Alessandro Gallo indisse un sinodo nel 1642, ed altri ne celebrò Gian Vincenzo de' Giuli nel 1649 e nel 1669.
L'anno 1792 vide la nomina dell'ultimo vescovo di Massa Lubrense, Angelo Vassalli, a cui seguì un lungo periodo di sede vacante. Il 27 giugno 1818 papa Pio VII, con la bolla De utiliori, soppresse la sede vescovile di Massa Lubrense e unì il suo territorio a quello dell'arcidiocesi di Sorrento.
Dal 1968 Massa Lubrense è annoverata tra le sedi vescovili titolari della Chiesa cattolica; dal 19 dicembre 1978 il vescovo titolare è Robert Fealey Morneau, già vescovo ausiliare di Green Bay.

## Cronotassi

### Vescovi
- Alberto (o Andrea) † (prima del 1218 - 13 gennaio 1221 nominato vescovo di Lucera)
- Anonimo † (documentato nel 1223 e nel 1224)[13]
- Matteo † (prima del 1243 - dopo il 1261)[13]
- Anonimo † (documentato nel 1275 e nel 1276)[13]
- Alessio † (menzionato nel 1277)[13]
- Pietro Orsi † (prima del 1289 - ? deceduto)
- Francesco † (circa 1296 - 3 luglio 1311 nominato vescovo di Ascoli Satriano)
- Novellino, O.E.S.A. † (17 ottobre 1311 - dopo il 1318)
- Stefano † (prima del 22 luglio 1322 - ? deceduto)
- Magesio (o Malgerio) di Salerno, O.P. † (4 aprile 1343 - 5 novembre 1348 nominato arcivescovo di Trani)
- Paolo Zuccari, O.P. † (10 novembre 1348 - 1351 deceduto)
- Giovanni di Potgula, O.E.S.A. † (19 ottobre 1351 - ? deceduto)
- Pietro † (4 aprile 1362 - ? deceduto)
- Antonio de Martino † (13 aprile 1388 - 1388 deceduto)
- Cicco Portula † (18 settembre 1388 - ?)
- Ludovico † (circa 1401 - 1434 deceduto)
- Ripario (Sebastiano o Battino Ripa) † (5 marzo 1434 - 1464 deceduto)
- Jacopo Scannapecora † (15 gennaio 1466 - 1506 deceduto)
- Gerolamo Castaldi † (7 luglio 1506 - 1521 deceduto)
- Pietro de' Marchesi † (12 aprile 1521 - 1544 deceduto)
- Gerolamo Borgia † (18 luglio 1544 - 1545 dimesso)
- Giambatista Borgia † (18 marzo 1545 - 1559 deceduto)
- Giovanni Andrea Belloni † (27 marzo 1560 - 1572 deceduto)
- Giuseppe Faraoni † (9 marzo 1573 - 26 novembre 1581 nominato vescovo di Crotone)
- Giambattista Palma † (8 gennaio 1582 - 1594 deceduto)
- Lorenzo Asprella † (18 dicembre 1594 - prima del 2 ottobre 1604 deceduto)
- Agostino Quinzio, O.P. † (17 agosto 1605 - 1611 deceduto)
- Ettore Gironda † (24 gennaio 1611 - 1626 deceduto)
- Maurizio Centini, O.F.M.Conv. † (9 febbraio 1626 - 12 maggio 1631 nominato vescovo di Mileto)
- Alessandro Gallo † (24 novembre 1632 - 4 marzo 1645 deceduto)
- Gian Vincenzo de' Giuli † (15 maggio 1645 - 19 gennaio 1672 deceduto)
- Francesco Maria Neri † (16 maggio 1672 - 10 gennaio 1678 nominato vescovo di Venosa)
- Andrea Massarenga † (28 marzo 1678 - 29 settembre 1684 deceduto)
- Giambattista Nepita † (26 marzo 1685 - 12 luglio 1701 deceduto)
- Jacopo Maria Rossi † (23 gennaio 1702 - gennaio 1738 deceduto)
- Andrea Schiano † (22 luglio 1738 - 12 dicembre 1745 deceduto)
- Liborio Pisani † (9 marzo 1746 - luglio 1756 deceduto)
- Giuseppe Bellotti † (3 gennaio 1757 - 11 maggio 1788 deceduto)
  - Sede vacante (1788-1792)
- Angelo Vassalli, O.S.B. † (18 giugno 1792 - 1797 deceduto)
  - Sede vacante (1797-1818)

### Vescovi titolari
- Paul Aijirô Yamaguchi † (19 dicembre 1968 - 4 febbraio 1971 ritirato)
- Jaime Lachica Sin † (15 gennaio 1972 - 8 ottobre 1972 succeduto arcivescovo di Jaro)
- Robert Fealey Morneau, dal 19 dicembre 1978